# ميلاني مارتنيز
ميلاني أديل مارتنيز (Melanie Adele Martinez)  أو فقط «ميلاني مارتنيز»(Melanie Martinez)  مغنية وكاتبة أغاني ومديرة تصوير ومصورة أمريكية.ولدت في 28 أبريل 1995 في منطقة أستوريا، كوينز (بالإنجليزية: Astoria,Queens) .أول بداياتها مع الموسيقى كانت بعد مشاركتها في برنامج اكتشاف المواهب "talent show " وذلك خلال سنوات الدراسة الثانوية، شاركت بعدها سنة 2012 في برنامج المواهب الأمريكي الشهير ذا فويس (بالإنجليزية: The voice) بلغت مرحلة أفضل ستة متبارين وإنسحبت بعد خمسة أسابيع من المشاركة في العروض المباشرة للبرنامج. رغم ذلك واصلت مشوارها الموسيقي عبر العمل منفردا بمساندة من المشجعين والمتابعين لها فأطلقت أول أغنية لها تحت عنوان (بالإنجليزية: dollhouse) ولاقت نجاحا كبيرا فنالت شهادة البلاتينيوم من رابطة صناعة التسجيلات الأمريكية.وقعت إثر ذلك عقدا مع تسجيلات أتلانتيك (بالإنجليزية: Atlantic records) .إطلقت في 2015 أول ألبوم لها الذي حمل اسم «الطفل الباكي» (بالإنجليزية: cry baby) وإحتل المركز السادس في ترتيب الولايات المتحدة للألبومات بيلبورد 200 .

## الألبومات
| سنة الإصدار | عنوان الألبوم | العلامة التجارية |
| ----------- | ------------- | ---------------- |
| 2015        | Cry Baby      | أتلانتيك         |
| 2019        | K–12          | أتلانتيك         |
| 2023        | Portals       | أتلانتيك         |

## الأفلام
| سنة الإصدار | عنوان الفيلم | الدور المؤدى           |
| ----------- | ------------ | ---------------------- |
| 2019        | K–12         | الطفل الباكي - Crybaby |

## روابط خارجية
- ميلاني مارتنيز على موقع IMDb (الإنجليزية)
- ميلاني مارتنيز على موقع روتن توميتوز (الإنجليزية)
- ميلاني مارتنيز على موقع ميوزك برينز (الإنجليزية)
- ميلاني مارتنيز على موقع أول ميوزيك (الإنجليزية)
- ميلاني مارتنيز على موقع ديسكوغز (الإنجليزية)
- ميلاني مارتنيز على موقع قاعدة بيانات الفيلم (الإنجليزية)